# Åke Hall
Åke Hall, född 3 mars 1907 i Strömstad, död 27 juni 1993 i Göteborgs S:t Pauli församling, var en svensk journalist, författare och dramatiker, verksam i Göteborg.

## Biografi
Föräldrar var redaktören i Norra Bohuslän Carl Hall (1862–1929) och dennes hustru Magna. År 1928 anställdes han i Göteborgs-Posten under Harry Hjörnes redaktörskap och verkade där fram till några år efter sin pensionering 1975. Till en början var han allmänreporter, men blev snart alltmer inriktad på idrott – särskilt tennis – och fick som tidningens utsände bevaka ett stort antal olympiska spel och Wimbledon-mästerskap. Från början av 1950-talet fram till 1970-talets mitt skrev han också en särskild trafikkolumn under rubriken "I trafiken". Åke Hall var framförallt känd för sin säregna språkliga stil.  
Vid sidan av sin verksamhet vid tidningen skrev han ett antal radio- och scenpjäser, noveller och ungdomsromaner. År 1959 spökskrev han boxaren Ingemar Johanssons memoarer Sekonderna lämnar ringen.
Han var bror till skådespelaren Berta Hall och far till professorn Thomas Hall. Han är begravd på Östra kyrkogården i Göteborg.